# Sotovellanos
Sotovellanos es una localidad situada en la provincia de Burgos, comunidad autónoma de Castilla y León (España), comarca de Odra-Pisuerga, ayuntamiento de Sotresgudo.

## Datos generales
En 2024, contaba 36 con habitantes. Situado 8,5 km al este de la capital del municipio, Sotresgudo, en la carretera BU-627 que comunica con Herrera de Pisuerga, bañado por el arroyo de Valdemiranda, afluente del Pisuerga por la margen izquierda y que nace en el propio término. Junto a la localidad de Cañizar de Amaya.
Wikimapia/Coordenadas: 42°35′57″ N 4°16′1″ O

## Situación administrativa
Entidad Local Menor, cuyo alcalde pedáneo es Roberto Miguel Andrés González, de Ciudadanos

## Historia
Lugar que formaba parte de la Cuadrilla de Cañizal en el Partido de Villadiego, uno de los catorce que formaban la Intendencia de Burgos, durante el periodo comprendido entre 1785 y 1833, en el Censo de Floridablanca de 1787, jurisdicción de señorío siendo su titular el duque de Frías, alcalde pedáneo.
Antiguo municipio, denominado Quintanilla de Río Fresno en Castilla la Vieja, partido de Villadiego código INE-09371.
"El Madoz", no lo recoge.
Entre el censo de 1981 y el anterior, este municipio desaparece porque se integra en el municipio 09373 Sotresgudo

## Demografía
| Gráfica de evolución demográfica de Sotovellanos entre 1857 y 1970 |
| |
| Población de derecho según los censos de población del INE. Población de hecho según los censos de población del INE.El censo de 1842, "el Madoz", no lo recoge Entre el censo de 1981 y el anterior, este municipio desaparece porque se integra en el municipio Sotresgudo. |

| 1842 |  | 1857 |  | 1860 |  | 1877 |  | 1887 |  | 1897 |  | 1900 |  | 1910 |  | 1920 |  | 1930 |  | 1940 |  | 1950 |  | 1960 |  | 1970 |  | 2021 |
| ---- |  | ---- |  | ---- |  | ---- |  | ---- |  | ---- |  | ---- |  | ---- |  | ---- |  | ---- |  | ---- |  | ---- |  | ---- |  | ---- |  | ---- |
| ?    |  | 170  |  | 168  |  | 139  |  | 161  |  | 170  |  | 170  |  | 186  |  | 133  |  | 144  |  | 135  |  | 148  |  | 129  |  | 77   |  | 39   |

## Patrimonio
Iglesia de la Asunción de Nuestra SeñoraRenacentista, del siglo XVII, con elementos del gótico, tardío, plateresco, barroco y populares recientes.
Es de una nave y capillas. Planta de cruz latina. Arcos y bóvedas estrelladas de piedra y aleros con molduras. Cabecera cuadrada con contrafuertes. Sacristía adosada. Portada con arco de medio punto e impostas. Bajo pórtico moderno con dos arcos de medio punto en distintas fachadas. Torre fortaleza rectangular, con almenas cubiertas, con seis huecos; conserva elementos románicos. Pila románica de base poligonal. Retablo mayor clasicista, de 1663, de Francisco Illanes en 1663, sin dorar, con Virgen sedente con Niño, del siglo XIII y con relieves.
Ermita de San RoqueDe arquitectura popular. Pequeñas dimensiones. Ubicada junto al casco urbano.
Fuente abrevaderosiglo XIX. De estilo popular. Forma cúbica construida con sillares regulares de piedra. Remata en pináculo piramidal coronado por una borla tallada con forma de piña.
Fuente abrevaderosiglo XIX. Embutida en el terreno. Desemboca en abrevadero y lavadero.

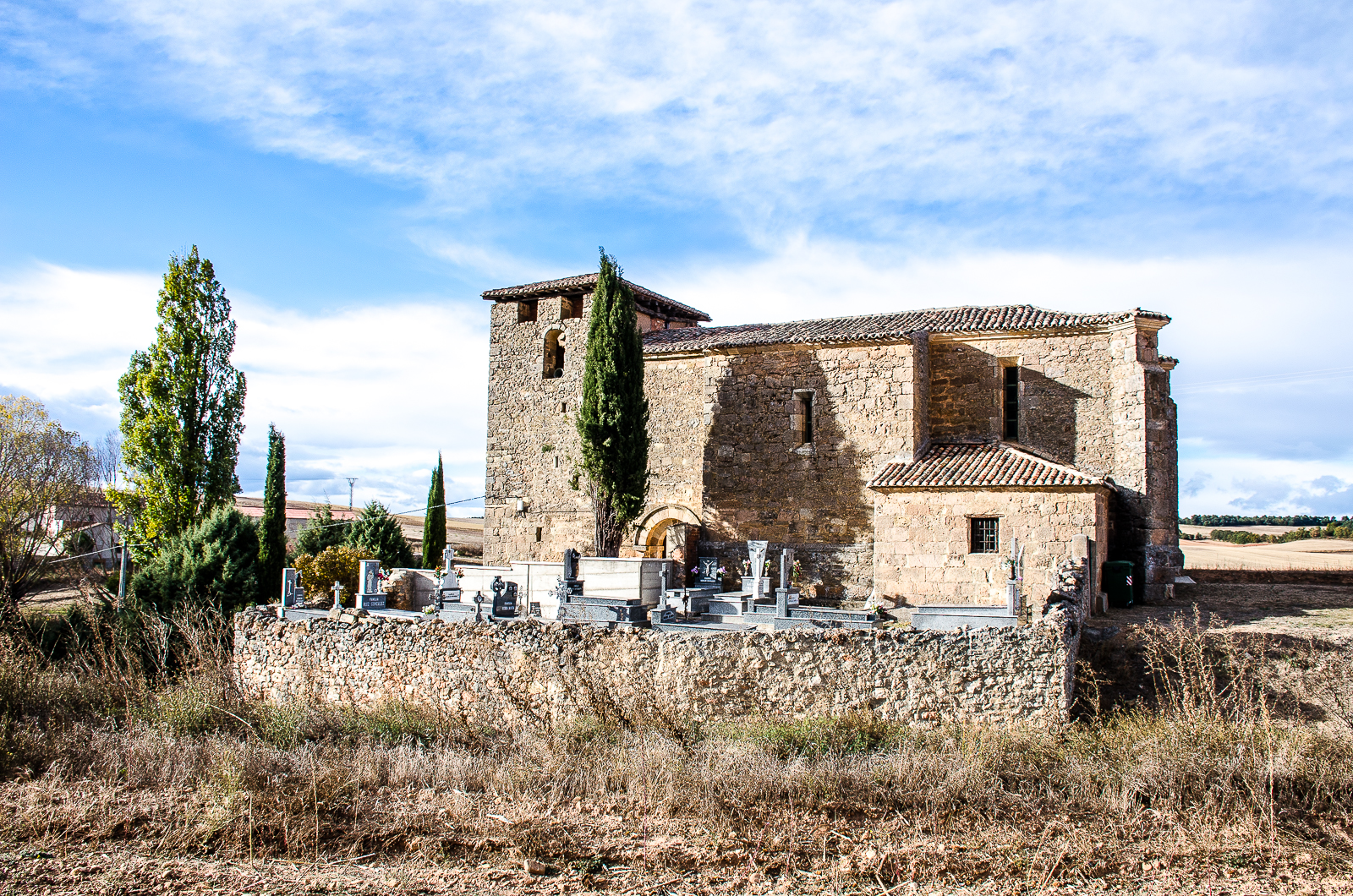
Iglesia de la Asunción de Nuestra Señora.

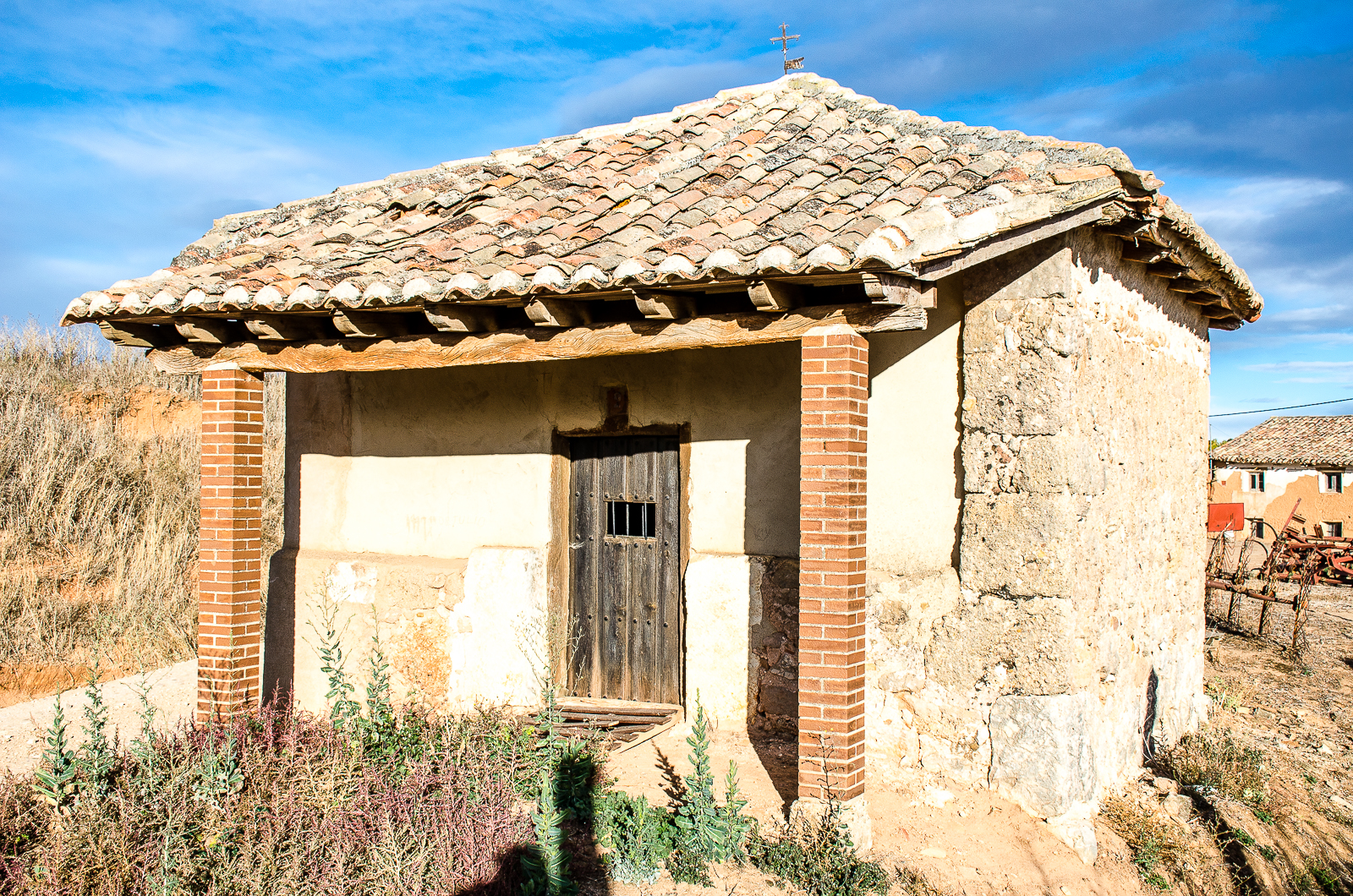
Ermita de San Roque.

Potro de herrarMuy deteriorado.